# 四日市事件
四日市事件（よっかいちじけん）は、三重県四日市市で戦後発生した在日朝鮮人による暴動。

## 概要
1951年（昭和26年）1月23日、旧朝連四日市支部を接収しようとしたところ、居合わせた朝鮮人約20名が、器物やガラスの破片を投げつけたり、灰・唐辛子による目潰し攻撃をしたり、濃硫酸を浴びせて接収の妨害を行った事件。そのため、執行係官7名が全治2週間 - 3週間の重軽傷を負った。警察が出動して、公務執行妨害容疑で15名を検挙した。